# Aspra (Bagheria)
Aspra è l'unica frazione del comune di Bagheria, nella città metropolitana di Palermo.

## Storia
Le radici di Aspra risalgono al periodo della dominazione araba, come suggerito dal suo nome, che potrebbe derivare dall'arabo حجر ("pietra"), in riferimento all'estrazione storica della calcarenite.
Come territorio, Aspra faceva parte della tenuta nobiliare del Marchese di Sant'Isidoro, di cui rimangono una villa e la tenuta della chiesa. Quest'ultima, originariamente una cappella privata, è stata successivamente donata alla comunità. L'altra porzione della tenuta è parzialmente utilizzata come uffici comunali.

## Società

### Economia e Tradizioni Locali

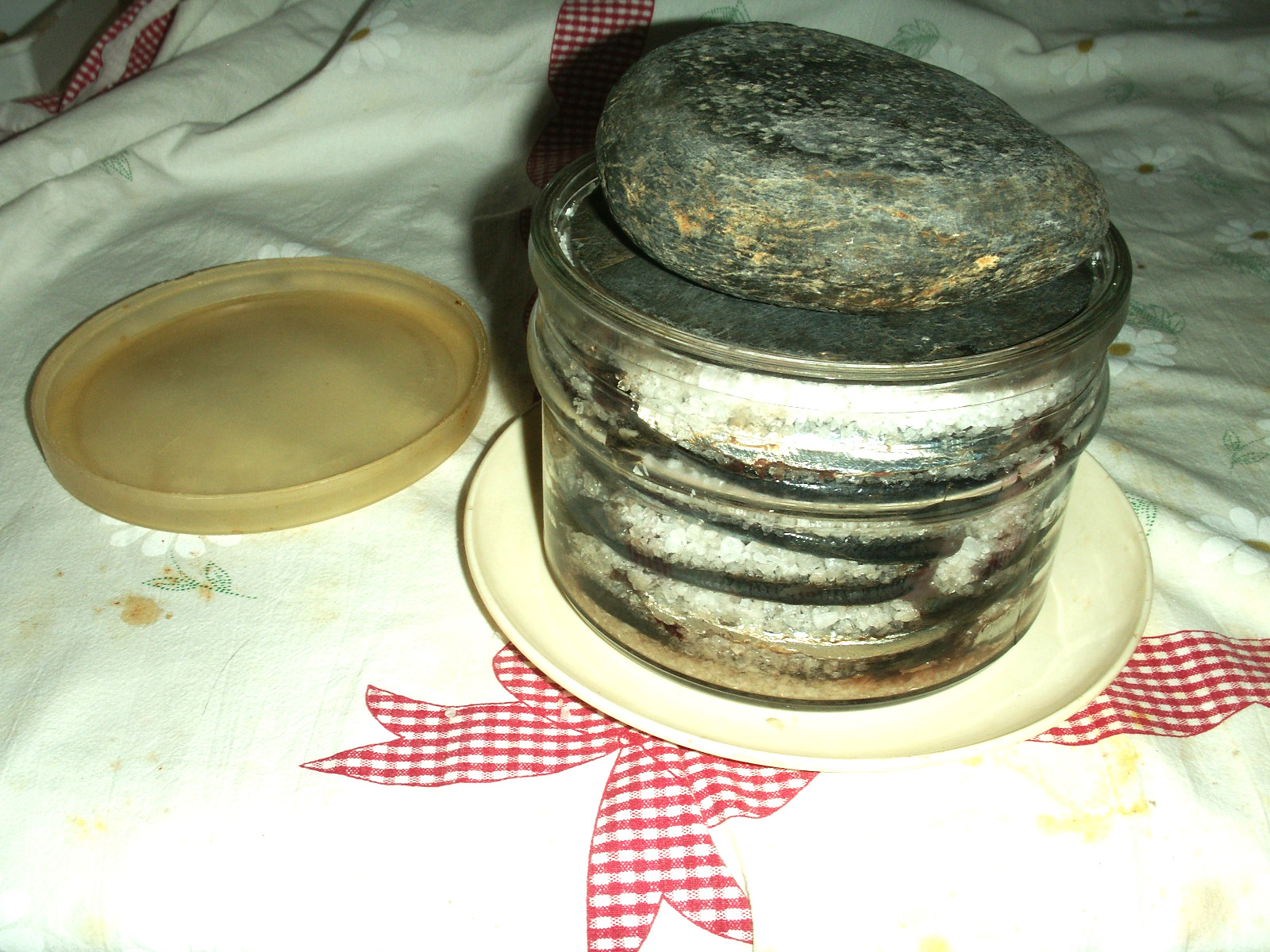
Arbanella di acciughe sotto sale

L'economia di Aspra è strettamente legata all'industria conserviera ittica, specialmente per la produzione di acciughe sotto sale e sott'olio, una tradizione tramandata di generazione in generazione e celebrata nel "Museo dell'acciuga di Aspra". Il museo, fondato da Michelangelo Balistreri, promuove l'importanza delle pratiche di pesca sostenibile e della conservazione delle risorse marine.

## Attrazioni
- Museo Renato Guttuso: Oltre all'affresco nella Chiesa di Aspra, è possibile visitare un museo dedicato all'artista Renato Guttuso. Questo museo espone una vasta collezione delle sue opere più significative, offrendo agli appassionati d'arte e ai visitatori la possibilità di immergersi nella produzione artistica del celebre pittore siciliano.
- Spiaggia di Aspra: Durante l'estate, la Spiaggia di Aspra è una delle principali attrazioni del luogo.
- Museo dell'Acciuga: Fondato da Michelangelo Balistreri, il Museo dell'Acciuga rappresenta un pilastro della cultura locale a Aspra. Questo museo celebra la lunga tradizione della pesca dell'acciuga, una pratica che ha radici profonde nella comunità di Aspra. Il museo espone attrezzi tradizionali dei pescatori, antichi metodi di lavorazione e conservazione dell'acciuga, oltre a documenti storici e fotografie che narrano la storia della pesca locale.
- L'Arco Azzurro: L'Arco Azzurro di Aspra è una formazione rocciosa naturale che crea un suggestivo effetto visivo, soprattutto quando il sole filtra attraverso l'arco.
- Spiaggia dei Francesi: Altro gioiello naturale di Aspra, la Spiaggia dei Francesi è caratterizzata da spiagge di ciottoli bianchi e acque cristalline. Il nome della spiaggia evoca una storia storica, legata ai soldati francesi durante il periodo napoleonico.